# Espace urbain de Figeac
Cet article court présente un sujet plus développé dans : Espace urbain.
L’espace urbain de Figeac était un espace urbain français centré sur la ville de Figeac, dans le département du Lot. C'était en 1999 le 88e des 96 espaces urbains français par la population. Il comportait alors 20 communes.
L'INSEE a remplacé ce zonage en 2010 par l'aire urbaine de Figeac comprenant 33 communes puis en 2020 par l'aire d'attraction de Figeac comprenant 59 communes.